# Ivan Nemet
Ivan Nemet, cyr. Иван Немет (ur. 14 kwietnia 1943 w Somborze, zm. 16 grudnia 2007 w Bazylei) – szwajcarski szachista pochodzenia chorwackiego, arcymistrz od 1978 roku.

## Kariera szachowa
Do roku 1990 na arenie międzynarodowej reprezentował barwy Jugosławii. W roku 1979 zdobył w Bjelovarze złoty medal w mistrzostwach kraju, natomiast w 1980 wystąpił na drużynowych mistrzostwach Europy w Skarze, gdzie szachiści jugosłowiańscy zajęli IV miejsce. Odniósł również kilka turniejowych sukcesów, zwyciężając bądź dzieląc I miejsca w m.in. Kikindze (1975), Bardze (1976), Hamburgu (1977), Oberwart (1981) oraz w Dieren (1988, open, wraz z Anthony Milesem).
Od roku 1988 wielokrotnie brał udział w finałach indywidualnych mistrzostw Szwajcarii, w 1990 roku w Arosie zdobywając tytuł mistrza tego kraju. W 1998 w Eliście jedyny raz wystąpił na szachowej olimpiadzie, uzyskując na VI szachownicy 3 pkt w 4 partiach. W 2002 triumfował w otwartym turnieju w Bazylei, w 2003 podzielił III lokatę w Davos, natomiast w 2004 powtórzył to osiągnięcie w Lenk. W 2006 ponownie osiągnął dobry rezultat w Lenk, dzieląc (za Lotharem Vogtem) II miejsce.
Najwyższy ranking w karierze osiągnął 1 stycznia 1979 r., z wynikiem 2470 punktów zajmował wówczas 16-17. miejsce wśród jugosłowiańskich szachistów.